# Distretto di Viana do Castelo
Il distretto di Viana do Castelo è un distretto del Portogallo continentale, appartenente alla provincia tradizionale del Minho. Confina con la Spagna (province di Pontevedra a nord e di Ourense a est), con il distretto di Braga a sud e con l'Oceano Atlantico a ovest. La superficie è di 2.255 km² (è il più piccolo del 18 distretti portoghesi), la popolazione residente (2001) è di 250.273 abitanti. Capoluogo del distretto è Viana do Castelo.
Il distretto di Viana do Castelo è diviso in 10 comuni:
- Arcos de Valdevez
- Caminha
- Melgaço
- Monção
- Paredes de Coura
- Ponte da Barca
- Ponte de Lima
- Valença
- Viana do Castelo
- Vila Nova de Cerveira

Nell'attuale divisione principale del paese, il distretto fa parte della regione Nord (Norte), di cui costituisce la subregione del Minho-Lima. In sintesi:
- Regione Nord
  - Minho-Lima
    - Arcos de Valdevez
    - Caminha
    - Melgaço
    - Monção
    - Paredes de Coura
    - Ponte da Barca
    - Ponte de Lima
    - Valença
    - Viana do Castelo
    - Vila Nova de Cerveira